# Миркович, Стоядин
Стоядин Миркович (серб. Стојадин Мирковић / Stojadin Mirković; 14 января 1972, Горне-Лесковице — 29 сентября 1991, Бьеловар) — рядовой Югославской народной армии, призывник, участник войны в Хорватии. Погиб вместе с майором Миланом Тепичем в Бьеловаре во время сражения против хорватских войск.

## Биография

### Начало службы
Родился 14 января 1972 года в деревне Горне-Лесковице в общине Валево. Призван в Югославскую народную армию 28 декабря 1990 на службу в Баня-Луку. Окончил курсы водителя БТР, позже командирован в в/ч 4848/16 (Бьеловар) и на центральный склад боеприпасов в селе Беденик у Нова-Рачи (20 км от Бьеловара).

### Подвиг
После блокады со стороны Национальной гвардии Хорватии майор Милан Тепич вынужден был со своими солдатами отступить на склад и организовать оборону. Не желая отдать противнику оружие, Тепич 29 сентября 1991 года взорвал склад и погиб при взрыве. Стоядин Миркович погиб в своём транспорте, ведя оборону против наступающих хорватов: его транспортёр взорвался после выстрела из гранатомёта М80 «Золя».

### Память
Спустя почти четыре года 18 июля 1995 останки были перенесены в Югославию и захоронены в родном селе. Во дворе начальной школы имени Милоша Марковича в Горне-Лесковицах 28 сентября 2013 года был установлен бюст Стоядина Мирковича, его имя также носит улица в Валево. Стоядин посмертно награждён:
- награждён орденом «За заслуги в области обороны и безопасности» 1 степени (31 декабря 1999 года)
- орденом Святого Саввы 3 степени (29 сентября 2014, награду получила мать Стоядина)[5]